# Helene Bossert
Helene Bossert (* 8. April 1907 in Zunzgen; † 21. Februar 1999 in Thürnen) war eine Schweizer Mundartdichterin und Radiomitarbeiterin.

## Leben und Werk
Helene Bossert arbeitete als Fabrik- und Haushaltangestellte und nahm später sprachpädagogische Lektionen bei Eva Bernoulli. Sie begann früh, Gedichte in Baselbieter Mundart zu schreiben und trat damit in der Vorkriegs- und Kriegszeit erfolgreich auf. Bald arbeitete sie als freie Mitarbeiterin des Radiostudios Basel. Sie rezitierte dort eigene und fremde Gedichte, verfasste Hörspielfassungen von Schauspielstücken und eigene Hörspiele und gestaltete eigene Sendungen. Mit anderen Autorinnen aus ihrem Wohnort schloss sie sich zum Kreis der Sissacher «Poetinnen» zusammen. Ihre erste Buchpublikation, Blüemli am Wäg, erschien 1942. Zwischen 1941 und 1943 wirkte sie beim Frauenhilfsdienst als «Soldatenmutter».
1944 verheiratete sie sich mit dem Festungswächter Ulrich Fausch, der gewerkschaftlich aktiv war. Er wurde nach Ermittlungen der Bundespolizei im Jahr 1950 wegen angeblicher oder vermuteter Vertrauensunwürdigkeit entlassen.
1953 unternahm die christlich orientierte, parteipolitisch nicht aktive Helene Bossert mit der «Basler Frauenvereinigung für Frieden und Fortschritt» (BFFF) eine Studienreise in die Sowjetunion. Nach der Rückkehr in die Schweiz wurde sie von weiten Kreisen geächtet und als «Kommunistin» bezeichnet. Dass die Kommunistische Partei die Reise des Vereins finanziert hatte, konnte allerdings nie belegt werden.
Bossert und ihre Familie blieben jahrelang ausgegrenzt, auch wirtschaftlich. 1953 verzichtete das Radiostudio Basel auf ihre Mitarbeit, ihre Publikationsmöglichkeiten wurden eingeschränkt, und die Bundespolizei liess sie überwachen. Einzelne Persönlichkeiten wie der Landschäftler-Zeitungsredaktor Alfred Kundert (1894–1971) versuchten, die Wogen zu glätten. Der spätere Regierungsrat Pfarrer Paul Manz regte 1954 wegen der Sistierung der Mitarbeit am Radostudio Basel eine Diskussion im Kantonsparlament an. 1959 konnte Bossert erstmals wieder einen Radiobeitrag gestalten.
1971 organisierte die Baselbieter Literaturkommission eine Lesung Bosserts in Sissach, die als erster Wiedergutmachungsversuch verstanden werden kann. 1988 erhielt Bossert den Kulturpreis des Kantons Basel-Landschaft, Spartenpreis Literatur. Ein Postulat im Landrat, in dem eine öffentliche Wiedergutmachung für die Diskriminierung gefordert wurde, scheiterte 1999 mit dem Hinweis auf die verliehene Auszeichnung. Helene Bossert verstarb im selben Jahr im Jakobushaus in Thürnen.
Der Basler und Oltner Komponist Peter Escher vertonte in den 90er Jahren Gedichte von Helene Bossert.
Zum 20. Todestag fand 2019 eine Gedenkveranstaltung «Gegen das Vergessen» im Dichter- und Stadtmuseum Liestal statt. 2024 eröffnete das Museum mit Materialien aus ihrem Nachlass die Ausstellung «Helene Bossert – Heimatdichtung und Hexenjagd».
Der schriftliche Nachlass von Helene Bossert wird seit 2022 im Staatsarchiv Basel-Landschaft unter der Signatur PA 6518 verwahrt.

## Werke (Auswahl)
- Blüemli am Wäg. Gedichte in Baselbieter Mundart. Selbstverlag, 1942.
- Värs, Gedichte in Baselbieter Mundart, Selbstverlag 1971.
- Unterwägs. Gedichte. Selbstverlag, 1973.
- Hööchi Zyt... Gedichte. Selbstverlag / 4 Illustrationen und Gesamtherstellung von Gilbert Uebersax. Basel 1971.
- Änedra. Kurzgeschichten. Literarische Schriftenreihe Baselland, Band VIII. 1972.
- Stärnschnuppe, Gedichte von Helene Bossert in Baselbieter Mundart, Selbstverlag 1974
- Hüüser. Gedichte. Selbstverlag, 1989.
- «Verstöhntder mi no?» Alemannische Gedichte von Johann Peter Hebel, Jonas Breitenstein, Albin Fringeli, Dieter Fringeli, Hans Gysin, Sophie Haemmerli-Marti, Paul Haller, Franz Hohler, Kurt Marti, Traugott Meyer, Elisabeth Thommen, Marcel Wunderlin, Karl Loeliger, Helene Bossert im Dialog mit Fotos von Rolf Frei. Basel 2003, ISBN 3-9520-698-8-4.